# Naoji Ito
Naoji Ito (Prefectura de Mie, Japó, 1 de juliol de 1959) és un exfutbolista japonès.

## Selecció japonesa
Naoji Ito va disputar 1 partits amb la selecció japonesa.